# José Joaquim Fragoso
José Joaquim Fragoso (Lourenço Marques (Conceição), 19 de agosto de 1928) é um engenheiro civil, administrador de empresas e político português que foi Ministro das Finanças em 1975.

## Biografia
Nasceu em Moçambique, filho de Miguel Ângelo de Arriaga Brum da Silveira Costa Campos Fragoso, inspetor dos Portos e Caminhos-de-Ferro de Moçambique, e de Maria da Conceição Nogueira Fragoso.
Concluiu a licenciatura em engenharia civil, no Instituto Superior Técnico, e estreou-se profissionalmente no lugar de diretor fabril da Cerâmica Palença, cargo que exerceu entre 1953 e 1956. Daí transitou para as funções de técnico do gabinete de urbanização da Câmara Municipal de Almada e da Companhia de Águas de Lisboa, onde trabalhou entre 1957 e 1960.
Contudo, optando por seguir a carreira bancária, ingressou como técnico no Banco de Fomento Nacional, onde viria a ser subdiretor, diretor-geral, secretário-geral e, por último, administrador, entre 1960 e 1975.
No ano seguinte, assumiu as funções de administrador da Caixa Geral de Depósitos, que manteve até 1984. Em 1985, tornou-se administrador dos Caminhos-de-Ferro Portugueses, cargo que cessa em 1991, para então assumir a presidência da Caixa Económica Açoriana, onde se manteve até 1993.
Dois anos depois, inicia o primeiro de três mandatos como administrador da Caixa Económica Montepio Geral (depois de terminar essas funções, em 2003, foi eleito membro da respetiva Assembleia Geral, para o biénio de 2004-2006), que vem a acumular com os cargos de gestor da Bolsimo - Gestão Imobiliária, Ldª (desde 1996), administrador da Futuro - Sociedade Gestora de Fundos de Pensões, SA (desde 1996), administrador do Banco de África Ocidental (desde 1997), administrador da Moçambique Companhia de Seguros (desde 2000) e vice-presidente do Banco de Desenvolvimento e Comércio de Moçambique (a partir de 2000).
A sua atividade política remonta aos tempos da universidade, quando se torna dirigente associativo e inspira o 1.º Dia do Estudante e Semana Universitária, como manifestações da resistência e afirmação do movimento académico.
Pela mesma altura, participa ativamente no Movimento de Unidade Democrática Juvenil (MUD Juvenil), tendo apoiado as candidaturas à Presidência da República do general Norton de Matos, do professor Ruy Luís Gomes e do general Humberto Delgado.
Após o derrube do Estado Novo, integrou os IV e V Governos Provisórios, nas funções de Ministro das Finanças (de 26 de março a 8 de agosto de 1975 e de 8 de agosto a 10 de setembro de 1975).